# Pyšel
Pyšel (deutsch Pischel)  ist eine Gemeinde in Tschechien. Sie liegt 8 km nordwestlich von Náměšť nad Oslavou in 468 m ü. M. und gehört dem Okres Třebíč an. Westlich des Ortes liegt der Teich Pyšelský rybník.

## Geschichte
Das in den Böhmisch-Mährischen Höhen zwischen den Tälern der Oslava und Jihlava gelegene Dorf Pissel wurde 1349 erstmals urkundlich erwähnt. 1788 erfolgte der Bau der St.-Barbara-Kirche und des Pfarrhauses, ein Jahr später nahm die Schule den Unterricht auf. Die Freiwillige Feuerwehr besteht seit 1898.
Im Jahr 1794 lebten in Pyšel 275 Menschen, die Einwohnerzahl erhöhte sich bis 1870 auf 434. 1890 hatte das Dorf 425 Einwohner.
Wesentlich älter ist Vaneč, das bereits 1104 in Schriften des Klosters Třebíč erwähnt wird.

## Sehenswürdigkeiten
Neben der barocken St.-Barbara-Kirche aus dem Jahre 1788, die im Innern einen 1750 geschaffenen Altar besitzt, und dem Pfarrhaus befindet sich auf einer bewaldeten Anhöhe südlich des Ortes die ehemalige Wallfahrtskapelle der Jungfrau Maria.
Bedeutendstes Bauwerk ist die alte Feste im Zentrum des Dorfes. Der steinerne Turmbau der Herren von Tasov entstand noch vor 1300 und ist das älteste Gebäude von Pyšel.

## Gemeindegliederung
Die Gemeinde Pyšel besteht aus den Ortsteilen Pyšel (Pischel) und Vaneč (Wantsch), die zugleich auch Katastralbezirke bilden.